# 岐阜造園
株式会社岐阜造園（ぎふぞうえん）は、岐阜県岐阜市に本社を置く造園緑化工事の設計、施工、維持管理などを行う企業。

## 概要
造園専業では日本で唯一の上場企業。1級造園施工管理技士20名、1級造園技能士5名が在籍する造園会社。公園や駅など不特定多数の人が訪れるパブリックスペースの緑化工事（ランドスケープ）や個人住宅の庭園・外構工事（ガーデンエクステリア）などを行う。屋上緑化、壁面緑化、屋内緑化などを施工するほか、CSR活動として「企業との協働による森林づくり」活動に注力する。

## 主な実績
- 2004年 -  中部国際空港植栽工事[11]
- 2007年 -  大岐阜ビル壁面緑化工事
- 2009年 -  JR岐阜駅前広場植栽工事[12]
- 2012年 -  長良公園指定管理者[13]
- 2015年 -  国営公園各務原地区施設整備工事[14]
- 2017年 -  国営公園環境楽園地区施設整備工事[15]

## 受賞歴
- 2000年 -  淡路花博―ジャパンフローラ2000 国際コンテスト 金賞[7][16]
- 2007年
  - 国土交通省・中部地方整備局長表彰[17]
  - 第6回屋上・壁面・特殊緑化技術コンクール 環境大臣賞[18]
- 2011年
  - 第1回 いきものにぎわい企業活動コンテスト 国土緑化推進機構理事長賞[19]
  - NPO法人日本ビオトープ協会主催 ビオトープ大賞[19]
- 2015年 -  国土交通省・木曽川上流河川事務所長表彰[14]
- 2017年 -  岐阜放送文化賞[20]

## 沿革
- 1927年（昭和2年）3月 - 初代小栗弥一が造園業「植弥」を創業[5]。
- 1966年（昭和41年）1月 - 株式会社に改組するとともに、商号を株式会社岐阜造園に変更（資本金2,000 千円）[21]。
- 1969年（昭和44年）1月 - 岐阜市茜部菱野に本社を移転[21]。
- 1972年（昭和47年）9月 - 名古屋市中区に名古屋営業所を開設[21]。
- 1976年（昭和]1年）12月 - 特定建設業許可（造園工事業）（国土交通大臣）を取得[21]。
- 1998年（平成10年）9月 - 名古屋営業所を閉鎖し、名古屋市西区に名古屋支店を開設[21]。
- 2004年（平成16年）4月 - 岐阜市茜部菱野（本社所在地）にパインズ岐阜を開設[21]。
- 2005年（平成17年）1月 -株式会社景匠館（本社所在地 大阪市淀川区）の株式を取得し完全子会社化[21]。
- 2012年（平成24年）
  - 2月 - 特定建設業許可（土木工事業、とび・土工工事業）（国土交通大臣）を取得[21]。
  - 9月 - 愛知県長久手市にパインズ長久手を開設[21]。
- 2016年（平成28年）11月1日 - 名古屋証券取引所市場第二部に株式を上場[22]。
- 2019年（平成30年）3月 - 東京都千代田区に東京営業所を開設。
- 2020年（令和2年）5月15日 - 積水ハウス株式会社と業務提携。
- 2022年（令和4年）
  - 4月 - 市場再編に伴い名古屋証券取引所メイン市場に市場移転。
  - 9月28日 - 東京証券取引所スタンダード市場に株式を上場。
- 2023年（令和5年）2月20日 - 積水ハウス株式会社が筆頭株主となる[23]。

## 事業所
- 本社（岐阜県岐阜市）
- 東京支店（東京都千代田区）
- 名古屋支店（名古屋市西区）
- 大阪営業所（大阪市淀川区）

### 店舗
- パインズ長久手（愛知県長久手市）
- パインズ岐阜（岐阜県岐阜市）

## 子会社
- 景匠館（大阪市淀川区）